# Liste der Baudenkmäler in Allach
Auf dieser Seite sind die Baudenkmäler im Münchner Stadtteil Allach im Stadtbezirk 23 Allach-Untermenzing aufgelistet. Zu diesen Baudenkmälern gibt es auch eine Bildersammlung und ein Fotoalbum mit ausgewählten Bildern.
Diese Liste ist Teil der Liste der Baudenkmäler in München. Grundlage ist die Bayerische Denkmalliste, die auf Basis des bayerischen Denkmalschutzgesetzes vom 1. Oktober 1973 erstmals erstellt wurde und seither durch das Bayerische Landesamt für Denkmalpflege geführt und aktualisiert wird. Die folgenden Angaben ersetzen nicht die rechtsverbindliche Auskunft der Denkmalschutzbehörde.

## Ensembles
Der Ortskern Allach ist Innerhalb des Ausdehnungsbereiches des ehemaligen Dorfes im frühen 19. Jahrhundert als Ensemble ein Baudenkmal. Es beginnt im Süden bei der Höcherstraße, geht im Norden über die Friedhofgasse hinaus und umfasst die gesamte Bebauung beiderseits der Eversbuschstraße mit den zugehörigen Grundstücken. Die Ansiedlung erstreckt sich östlich und parallel zur Würm und zeigt mit meist zur Straße hin giebelständig aufgereihten Gebäuden die charakteristische Bebauung eines Straßendorfes. Der Ort wurde bereits kurz vor 800 erstmals urkundlich erwähnt, dichter zum Straßendorf ausgebaut aber erst im Laufe des 19. Jahrhunderts und hat wohl deshalb seine ursprüngliche dörfliche Struktur im Wesentlichen bewahren können. Urkundlich früh genannt ist auch die Kirche St. Peter und Paul: erstmals 795. Der heutige Kirchenbau mit dem mittelalterlichen Sattelturm wurde in den Jahren 1708–1710 errichtet. Um die Kirche herum ist der alte Friedhof erhalten, der mehrfach, zuletzt bis zur Würm hin, erweitert wurde. Die Geschlossenheit des Ortsbildes ist am besten von Norden kommend erfahrbar, während der Straßendorfcharakter sich deutlicher von Süden her kommend erschließt; nach stärker gekrümmtem Straßenverlauf entwickelt sich die relativ homogene Reihung der giebelständigen Bauten ländlichen Typs beiderseits der Dorfstraße bis hin zur Kirche St. Peter und Paul im Nordteil des Dorfes. Die Bebauung ist meist zweigeschossig, am Dorfanfang und -ende auch eingeschossig. Vorgartenzone mit Baumbestand und Grünbepflanzungen sind im Wesentlichen erhalten. Im nördlichen Dorfbereich befinden sich neben der Kirche auch Pfarrhaus und Schule sowie eine Schmiede aus dem 19. Jahrhundert. (E-1-62-000-2)

## Einzelbauwerke
| Lage                                           | Objekt | Beschreibung | Akten-Nr.                | Bild |
| ---------------------------------------------- | --- | --- | ------------------------ | --- |
| Behringstraße 125 (Standort)                   | Bauernhaus | Zweigeschossig, wohl erste Hälfte 19. Jahrhundert | D-1-62-000-668 Wikidata  | Bauernhaus |
| Eisolzrieder Straße 1 (Standort)               | Villa | Freistehend, mit hohem Mansardwalmdach, malerisch-historisierend, um 1910 wohl von Otho Orlando Kurz, aufwendig gestaltete Eingangsfront mit Freitreppe, Flacherker und Dreiecksgiebel Einfriedung teilweise bauzeitlich | D-1-62-000-7814 Wikidata | weitere Bilder |
| Eversbuschstraße 151 (Standort)                | Bauernhaus | Zweigeschossig, ehemaliger Mittertennbau, angeblich im Kern 18. Jahrhundert | D-1-62-000-1593 Wikidata | Bauernhaus |
| Eversbuschstraße 159 (Standort)                | Ehemaliger Edelsitz oder stattliches Wohnhaus                                                                             | seit 1779 Kinderheim der Mildtätigen Gesellschaft, später Schulhaus und Polizeistation, zweigeschossiger Satteldachbau mit Schopfwalm nach Osten, 1621/22 (dendrologische Datierung) | D-1-62-000-8556 Wikidata | Ehemaliger Edelsitz oder stattliches Wohnhaus                                                                             |
| Eversbuschstraße 160 (Standort)                | Bauernhaus | Zweigeschossig, 19. Jahrhundert | D-1-62-000-1594 Wikidata | Bauernhaus |
| Eversbuschstraße 161 (Standort)                | Mariensäule | 1901, Neuaufstellung von 1934–35 | D-1-62-000-1595 Wikidata | Mariensäule |
| Eversbuschstraße 166 (Standort)                | Bauernhof,stattliches Bauernhaus                                                                                          | Mit neubarocker Putzgliederung, Madonnenrelief, um 1900 | D-1-62-000-1596 Wikidata | weitere Bilder |
| Eversbuschstraße 183 (Standort)                | Hof- und Wagenschmiede | Kleiner Satteldachbau mit traufseitigem Vordach und hohem Kamin, 19. Jahrhundert | D-1-62-000-1597 Wikidata | Hof- und Wagenschmiede |
| Eversbuschstraße 193 (Standort)                | Zweigeschossiger langgestreckter Satteldachbau                                                                            | Mit abgewalmten Zwerchhäusern, Putzgliederung und Wandbildern, 18./19. Jahrhundert | D-1-62-000-1598 Wikidata | weitere Bilder |
| Eversbuschstraße 193a (Standort)               | Taubenhaus | Hölzernes dreigeschossiges Walmdachhaus mit umlaufenden Lauben und Gauben, 19./20. Jahrhundert | D-1-62-000-1598 Wikidata | weitere Bilder |
| Eversbuschstraße 195 (Standort)                | Katholische Pfarrkirche St. Peter und Paul                                                                                | Mittelalterlicher Sattelturm, Chor um 1600, Langhaus von 1700; mit Ausstattung | D-1-62-000-1599 Wikidata | weitere Bilder |
| Eversbuschstraße 197 (Standort)                | Friedhof | Mit Ummauerung und Grabsteinen | D-1-62-000-1599 Wikidata | weitere Bilder |
| Franz-Nißl-Straße 53 (Standort)                | Hochbunker | viergeschossiger Massivbau auf quadratischem Grundriss, mit doppelläufiger Freitreppe und Pyramidendach, wohl nach Entwurf von Karl Meitinger, 1942; mit technischer Ausstattung | D-1-62-000-10043         | weitere Bilder |
| Georg-Reismüller-Straße 32/34/36 (Standort)    | Ehemalige Diamalt AG, ehemaliges umfangreiches Firmengelände, seit 1902                                                   | Pförtnerhaus, erdgeschossiger Mansarddachbau, 1911/12, 1942 und 1956 erweitert Ehemaliges Beamtenwohnhaus, später Verwaltungsbau, zweigeschossiger historisierender Mansarddachbau mit halbrundem Treppenturm, 1908/09 Ehemalige Alte Suppenwürzefabrik, später Lagerhaus, fünfgeschossiger Kernbau mit Dreiecksgiebeln, Lisenengliederung und Treppenturm, 1902/03, 1907/08 durch dreigeschossigen westlichen Satteldachanbau erweitert Werkstätte, dreischiffiger Bau mit erhöhtem Mittelteil und rhythmisierter Wandgliederung, nach Entwurf von Franz Rank durch die Gebrüder Rank erbaut, 1914/15 Maschinen- und Kesselhaus, Block mit teilweise neoklassizistischer Fassadengliederung und hohem Kamin in Sichtziegelmauerwerk, nach Entwurf von Franz Rank durch die Gebrüder Rank erbaut, bezeichnet „1915/16“; mit technischer Ausstattung | D-1-62-000-7934 Wikidata | weitere Bilder |
| Georg-Reismüller-Straße 46 (Standort)          | Villa | Dreigeschossiger historisierender Walmdachbau mit westlich halbgewalmtem Giebelvorbau, Erker und Hausmadonna, um 1900 Brunnen, steinerner historisierender Wandbrunnen, um 1900 | D-1-62-000-2124 Wikidata | weitere Bilder |
| Höcherstraße, Ecke Baumstänglstraße (Standort) | Kriegerdenkmal | Inschriftpfeiler mit Löwenfigur, wohl 1920/30 | D-1-62-000-2709 Wikidata | Kriegerdenkmal |
| Kleselstraße, Ecke Rudorferstraße (Standort)   | Wegkreuz | 19. Jahrhundert | D-1-62-000-3490 Wikidata | Wegkreuz |
| Krauss-Maffei-Straße 2 (Standort)              | Treppenhaus des Verwaltungshochhauses der Krauss-Maffei AG                                                                | mit gewendelter Treppenanlage und über sieben Etagen reichendem Buntglasfenster "Die fünf Gewalten" nach Entwurf des Künstlers Sepp Frank, Architektur von Rudi Kranz, 1960/61, unter Erweiterung des Buntglasfensters um zwei Etagen aufgestockt, von denselben Entwurfsverfassern, 1965/66 | D-1-62-000-11247         | BW |
| Schöllstraße 8 (Standort)                      | Zwei Industriehallen, 1937 (Nr. 4) und 1939 (Nr. 6) auf dem ehemaligen Werksgelände der Firma Junkers in Allach errichtet | Dreischiffig, mit basilikalem Querschnitt, und über Stahl- bzw. Stahlbetonstützen aufgebrachtem Tonnendach nach der von Hugo Junkers entwickelten sogenannten Zollbau-Lamellendach-Konstruktion aus verschraubten Eisenblech-Profilen, Außenwände gemauert | D-1-62-000-7822 Wikidata | Zwei Industriehallen, 1937 (Nr. 4) und 1939 (Nr. 6) auf dem ehemaligen Werksgelände der Firma Junkers in Allach errichtet |
| Servetstraße 1 (Standort)                      | Gaststätte Schießstätte                                                                                                   | Zweigeschossiger stuckgegliederter Satteldachbau im Landhausstil mit Laube am niedrigeren Queranbau, eröffnet 1901 Toreinfahrt, mit Torpfeilern, wohl gleichzeitig | D-1-62-000-6509          | weitere Bilder |
| St.-Johann-Straße 22/24 (Standort)             | Wohnhaus | als Hälfte eines Doppelhauses geplanter zweigeschossiger verputzter Satteldachbau mit straßenseitig achsensymmetrisch angeordnetem Zwerchhaus, Standerker mit hölzernem, überdachten Balkon, im Reformstil, von Josef Ziegler, 1911; Einfriedung aus Stampfbeton, wohl gleichzeitig | D-1-62-000-11159         | BW |
| St.-Johann-Straße 26 (Standort)                | Evangelisch-lutherische Epiphaniaskirche                                                                                  | 1932 nach Plänen von Gustav Gsaenger als kleiner Satteldachbau mit Turm an der Südwestecke und Einfriedung errichtet; mit Ausstattung | D-1-62-000-7813          | weitere Bilder |
| Vogelloh 48a/52a (Standort)                    | Schloss Allach (Schloss Gilmer)                                                                                           | Stattliche Anlage mit Torbau, malerisch gruppiertem Hauptbau und Kapelle in romanisch-gotischer Formensprache, 1899–1900 nach Entwurf von Max Knörnschild von den Gebrüdern Rank Mit Garten | D-1-62-000-7237 Wikidata | weitere Bilder |
| Wilhelm-Zwölfer-Straße 28 (Standort)           | Bunker zur Firma Industrieofenbau Walter Müller                                                                           | vertiefter und überschütteter, tonnengewölbter Raum, in Betonbauweise, 1941/42 | D-1-62-000-9916          | Bunker zur Firma Industrieofenbau Walter Müller                                                                           |
| Zum Schwabenbächl 47 (Standort)                | Vorstadthaus | Zweigeschossiger putzgegliederter Flachsatteldachbau in historisierenden Formen mit Schopfwalmdach-Risalit, um 1900 Mit Einfriedung | D-1-62-000-7783 Wikidata | weitere Bilder |
| Zum Schwabenbächl 49 (Standort)                | Vorstadthaus | Zweigeschossiger historisierender Satteldachbau mit Vorbau, Balkon und Putzgliederung, um 1900 | D-1-62-000-7784 Wikidata | Vorstadthaus |
| Zum Schwabenbächl 51 (Standort)                | Vorstadthaus | Zweigeschossiger historisierender Schopfwalmdachbau mit Risalit, polygonalem Vorbau und Putzgliederung, von Sebastian Maier, 1900 | D-1-62-000-7785 Wikidata | weitere Bilder |
| Zum Schwabenbächl 55 (Standort)                | Vorstadtvilla, jetzt Gasthaus                                                                                             | Dreigeschossiger putzgegliederter Flachsatteldachbau mit Kniestock, Erkerturm und Stuckdekor in Rokokoformen, bezeichnet „1901“ | D-1-62-000-7786 Wikidata | weitere Bilder |

## Abgegangene Baudenkmäler
In diesem Abschnitt sind Objekte aufgeführt, die früher einmal in der Denkmalliste eingetragen waren, jetzt aber nicht mehr existieren, z. B. weil sie abgebrochen wurden. Aktennummern in diesem Abschnitt sind ehemalige, jetzt nicht mehr gültige Aktennummern. 

| Lage                        | Objekt                                                                           | Beschreibung                                                                                    | Akten-Nr.                | Bild |
| --------------------------- | -------------------------------------------------------------------------------- | ----------------------------------------------------------------------------------------------- | ------------------------ | ---- |
| Friedhofsgasse 2 (Standort) | Wohnhaus Wax, 1733 gebautes Leersöldner Anwesen, das später als Schulhaus diente | Nach einem Brand wurde das Gebäude im Jahr 1988 abgerissen und aus der Denkmalliste gestrichen. | D-1-62-000-1884 Wikidata | BW   |